# New Hope Railroad
| Lok Nr. 40 im Bahnhof New Hope, im Mai 2019 |                      |                                            |                                            |
| Streckenlänge: | 28,1 km              |                                            |                                            |
| Spurweite: | 1435 mm (Normalspur) |                                            |                                            |
| Maximale Neigung: | 6,8 ‰                |                                            |                                            |
| |                      |                                            |                                            |
| \| \| 0,0 \| New Hope (Pennsylvania) \| (30 m ü. M.) \| \| \| \| Aquetang Creek \| \| \| \| \| AC \| \| \| \| \| AC (18 m) \| \| \| \| 6,6 \| Lahaska \| (75 m ü. M.) \| \| \| 8,6 \| Bycot \| Bycot \| \| \| 11,5 \| Buckingham Valley \| Buckingham Valley \| \| \| 15,8 \| Wycombe \| (58 m ü. M.) \| \| \| \| Mill Creek (46 m) \| \| \| \| 18,9 \| Rushland \| Rushland \| \| \| \| Neshaminy Creek Trestle Bridge (125 m) \| \| \| \| 21,4 \| Grenoble \| Grenoble \| \| \| 23,5 \| Trymore \| Trymore \| \| \| 25,6 \| Abstellgleis \| Abstellgleis \| \| \| 25,8 \| Ausweichstelle \| Ausweichstelle \| \| \| 26,8 \| Ivyland Ausweichstelle CRC Industries Inc. \| Ivyland Ausweichstelle CRC Industries Inc. \| \| \| 27,7 \| Abstellgleis Double H Plastics \| Abstellgleis Double H Plastics \| \| \| 28,1 \| Warminster SEPTA \| (95 m ü. M.) \| \| \| \| Beginn der Warminster Linie \| \| \| \| 29,3 \| Abstellgleis Philadelphia Macaroni Co. \| Abstellgleis Philadelphia Macaroni Co. \| \| \| 30,6 \| Hatboro \| (74 m ü. M.) \| \| \| \| Pennypack Creek (77 m) \| \| \| \| \| Pennsylvania Turnpike \| \| \| \| \| Morrisville Linie der Norfolk Southern \| \| \| \| \| SEPTA Richtung Jenkintown \| \| \| \| \| \| \| \| Quellen: [1] \| \| \| \| |                      |                                            |                                            |
| Kopfbahnhof Streckenanfang | 0,0                  | New Hope (Pennsylvania)                    | (30 m ü. M.)                               |
| Brücke über Wasserlauf |                      | Aquetang Creek                             | Aquetang Creek                             |
| Brücke über Wasserlauf |                      | AC                                         | AC                                         |
| Brücke über Wasserlauf |                      | AC (18 m)                                  | AC (18 m)                                  |
| Bahnhof | 6,6                  | Lahaska                                    | (75 m ü. M.)                               |
| ehemaliger Bahnhof | 8,6                  | Bycot                                      | Bycot                                      |
| Bahnhof | 11,5                 | Buckingham Valley                          | Buckingham Valley                          |
| Bahnhof | 15,8                 | Wycombe                                    | (58 m ü. M.)                               |
| Brücke über Wasserlauf |                      | Mill Creek (46 m)                          | Mill Creek (46 m)                          |
| ehemaliger Bahnhof | 18,9                 | Rushland                                   | Rushland                                   |
| Brücke über Wasserlauf |                      | Neshaminy Creek Trestle Bridge (125 m)     | Neshaminy Creek Trestle Bridge (125 m)     |
| ehemaliger Bahnhof | 21,4                 | Grenoble                                   | Grenoble                                   |
| ehemaliger Bahnhof | 23,5                 | Trymore                                    | Trymore                                    |
| Abzweig geradeaus und von links | 25,6                 | Abstellgleis                               | Abstellgleis                               |
| Dienststation / Betriebs- oder Güterbahnhof | 25,8                 | Ausweichstelle                             | Ausweichstelle                             |
| Dienststation / Betriebs- oder Güterbahnhof | 26,8                 | Ivyland Ausweichstelle CRC Industries Inc. | Ivyland Ausweichstelle CRC Industries Inc. |
| Abzweig geradeaus und nach links | 27,7                 | Abstellgleis Double H Plastics             | Abstellgleis Double H Plastics             |
| Bahnhof | 28,1                 | Warminster SEPTA                           | (95 m ü. M.)                               |
| Wechsel des Eisenbahninfrastrukturunternehmens |                      | Beginn der Warminster Linie                | Beginn der Warminster Linie                |
| Abzweig geradeaus und von links | 29,3                 | Abstellgleis Philadelphia Macaroni Co.     | Abstellgleis Philadelphia Macaroni Co.     |
| Bahnhof | 30,6                 | Hatboro                                    | (74 m ü. M.)                               |
| Brücke über Wasserlauf |                      | Pennypack Creek (77 m)                     | Pennypack Creek (77 m)                     |
| Strecke mit Straßenbrücke |                      | Pennsylvania Turnpike                      | Pennsylvania Turnpike                      |
| Kreuzung geradeaus unten |                      | Morrisville Linie der Norfolk Southern     | Morrisville Linie der Norfolk Southern     |
| Strecke |                      | SEPTA Richtung Jenkintown                  | SEPTA Richtung Jenkintown                  |
| |                      |                                            |                                            |
| Quellen: |                      |                                            |                                            |

Die New Hope Railroad (NHRR), früher auch New Hope and Ivyland Railroad genannt, ist eine US-amerikanische Class 3 Güter- und Museumsbahn mit Sitz in New Hope (Pennsylvania). Sie betreibt sowohl mit Diesel- als auch Dampflokomotiven und historische Personenwagen eine 28 Kilometer lange Strecke zwischen New Hope und Warminster.

## Geschichte
Die Bahnstrecke von Ivyland nach New Hope wurde am 29. März 1891 von der Philadelphia and Reading Railway Company fertiggestellt. Die Strecke war Teil der New Hope Branch (Linie) mit einer Gesamtlänge von 59 Kilometern. Die P&RRC betrieb mehrere Strecken im Nordosten von Pennsylvania.
Nach der Finanzkrise von 1893 geriet das Unternehmen in finanzielle Schwierigkeiten und verkleinerte sich deshalb deutlich. In den 1960er Jahren versuchte die inzwischen kleine Bahngesellschaft, inmitten des rückläufigen Geschäfts, auch im Personenverkehr, zu überleben. Deshalb verkaufte die Gesellschaft einige unrentable Strecken in der Region Philadelphia, darunter die New Hope Branch. Die Interstate Commerce Commission gab dem Antrag statt, die 26,8 Kilometer zwischen Ivyland und New Hope zu verkaufen.

### Übernahme durch die Steam Trains Inc.
Eine Gruppe von Eisenbahnfans gründete daraufhin 1962 die Steam Trains Inc. und kaufte die Strecke für 200.000 US-Dollar. 1966 fuhren erste Ausflugszüge durch den Bucks County. Die neue Gesellschaft nannte sich New Hope and Ivyland Railroad und bot auch Güterverkehrsdienste an. Von der Reading Company hatte sie zu diesem Zweck Diesellokomotiven für den Güter- und Personenverkehr, eine 4-6-0-Dampflokomotive der Canadian National Railway und sieben historische Personenwagen erworben.
Gleichzeitig wurden Mitarbeiter eingestellt. Die Vorschriften für Bahnunternehmen wurden zu dieser Zeit immer strenger. Obwohl die Gesellschaft erfolgreich war, konnten die Einnahmen nicht mit den Ausgaben Schritt halten. Trotzdem wurde 1971 eine weitere ALCo RS-1 Lokomotive erworben. Die Ausgaben überforderten das Unternehmen zum Ende des Jahres und es beantragte Insolvenzschutz nach Abschnitt 77.

### Betrieb durch McHugh Brothers Heavy Hauling
Ein Jahr später wurden alle Mitarbeiter entlassen und die Strecke nur noch von Freiwilligen betrieben. 1974 wurde sie von der Bucks County Industrial Development Corporation gekauft und von McHugh Brothers Heavy Hauling betrieben. Dabei wurde der Name New Hope and Ivyland Railroad beibehalten. Mit neuem Management, zunehmendem Frachtgeschäft und sinkenden Ausgaben ging die NH&IRR 1979 erfolgreich aus der Insolvenz hervor.

### Die Wiederaufnahme der Ausflugszüge
Im Sommer 1980 wurde der Personenverkehr wieder aufgenommen, der unter McHugh Brothers eingestellt wurde. 1990 wurde die Bahngesellschaft an die Bucks County Railroad Preservation & Restoration Corporation verkauft und übernahm die Kontrolle über das Unternehmen. Sie sammelte zwei Millionen US-Dollar und sanierte das Unternehmen grundlegend.

## Bilder

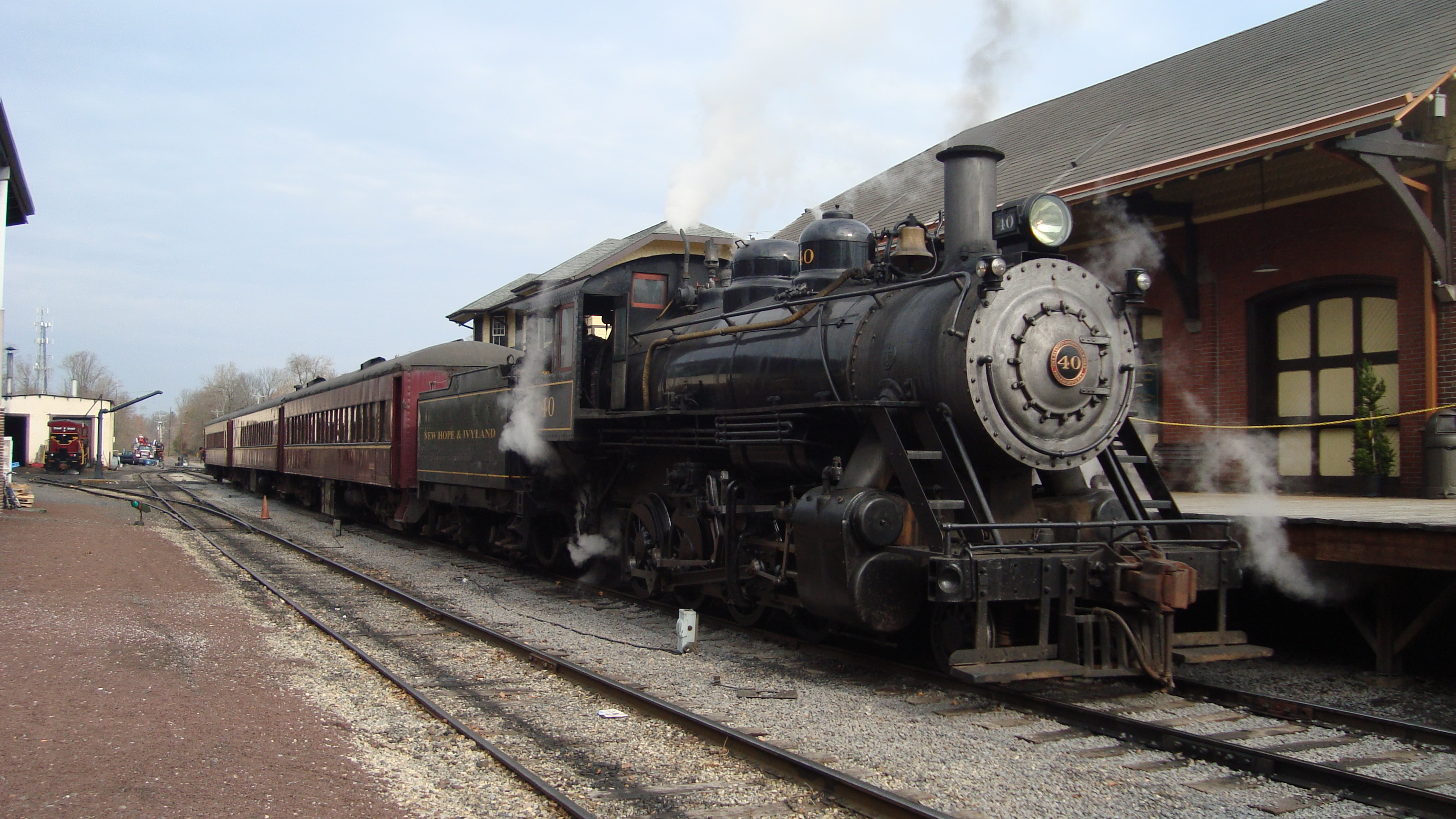
Lok 40 mit ihrem Zug, November 2012
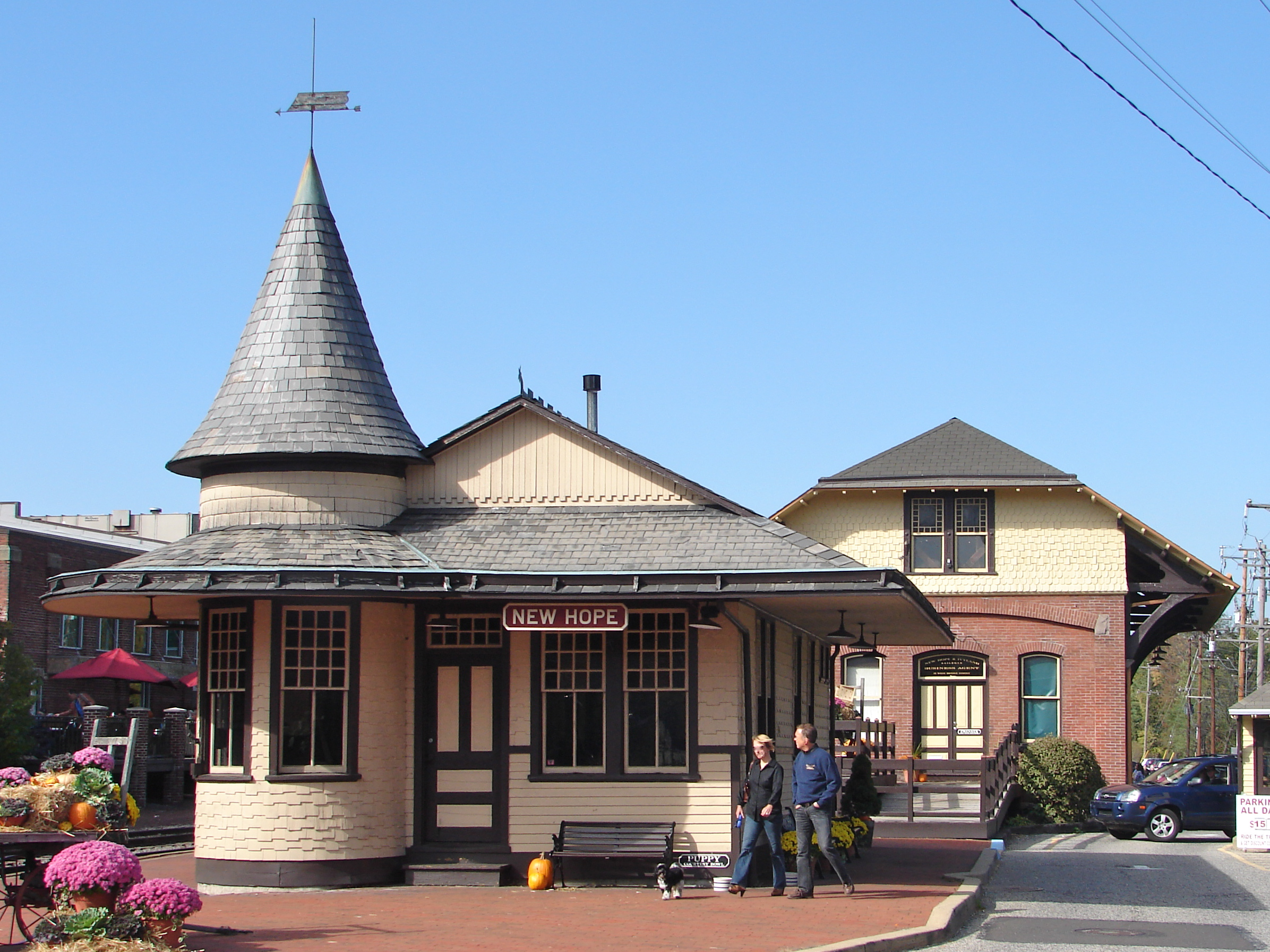
Bahnhof von New Hope, Oktober 2010
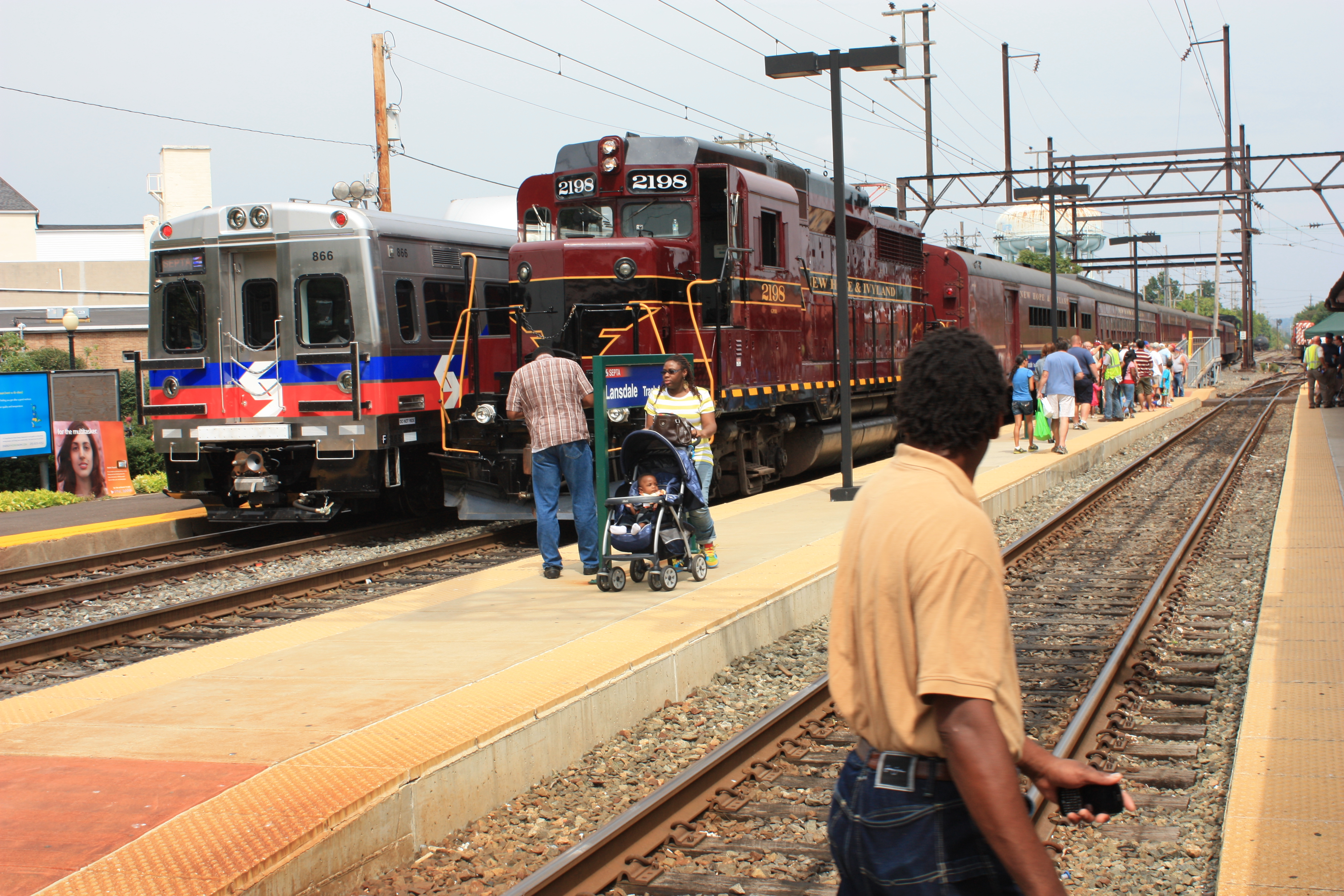
Züge der SEPTA und NHRR in Lansdale, August 2012
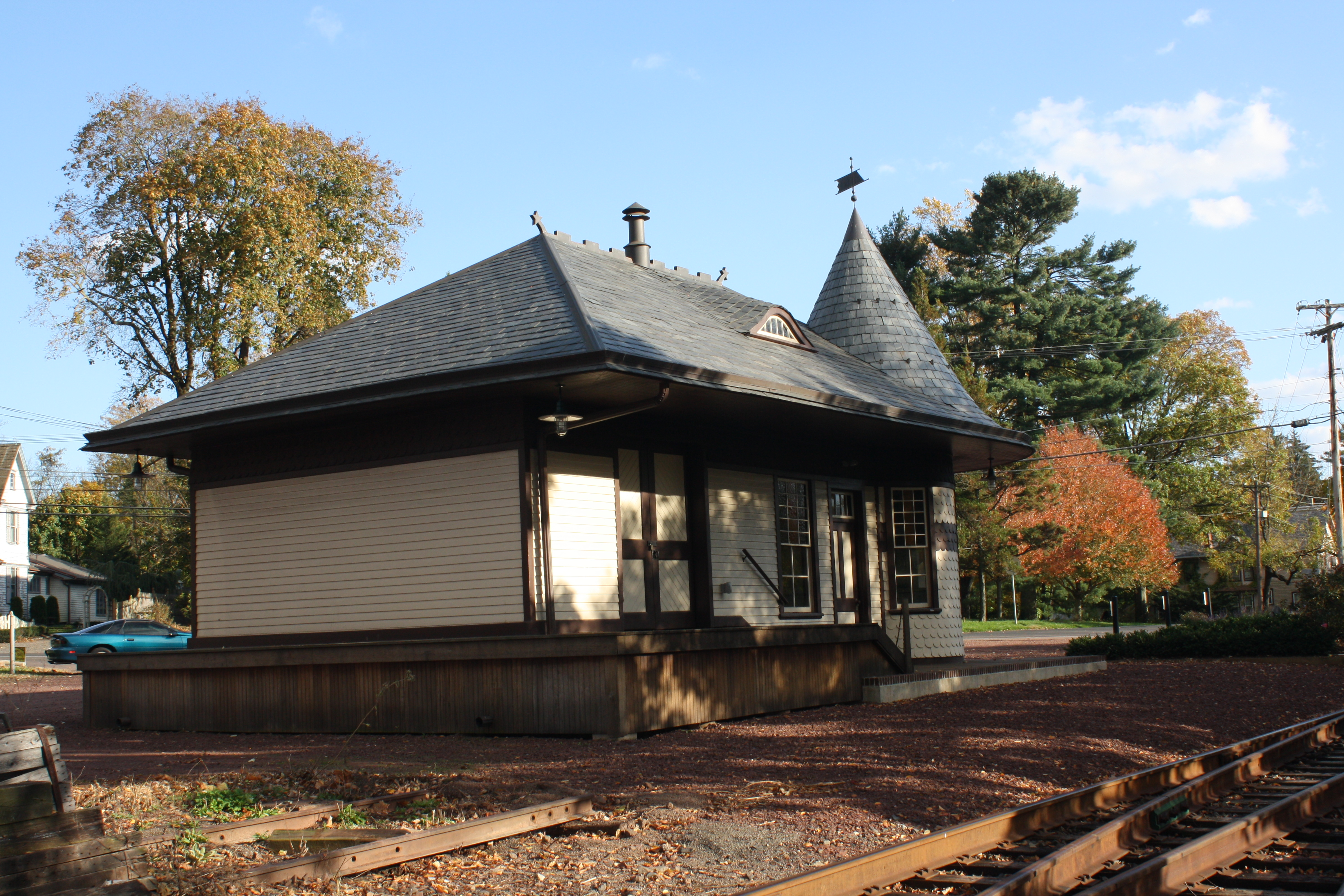
Bahnhof von Wycombe, Oktober 2012
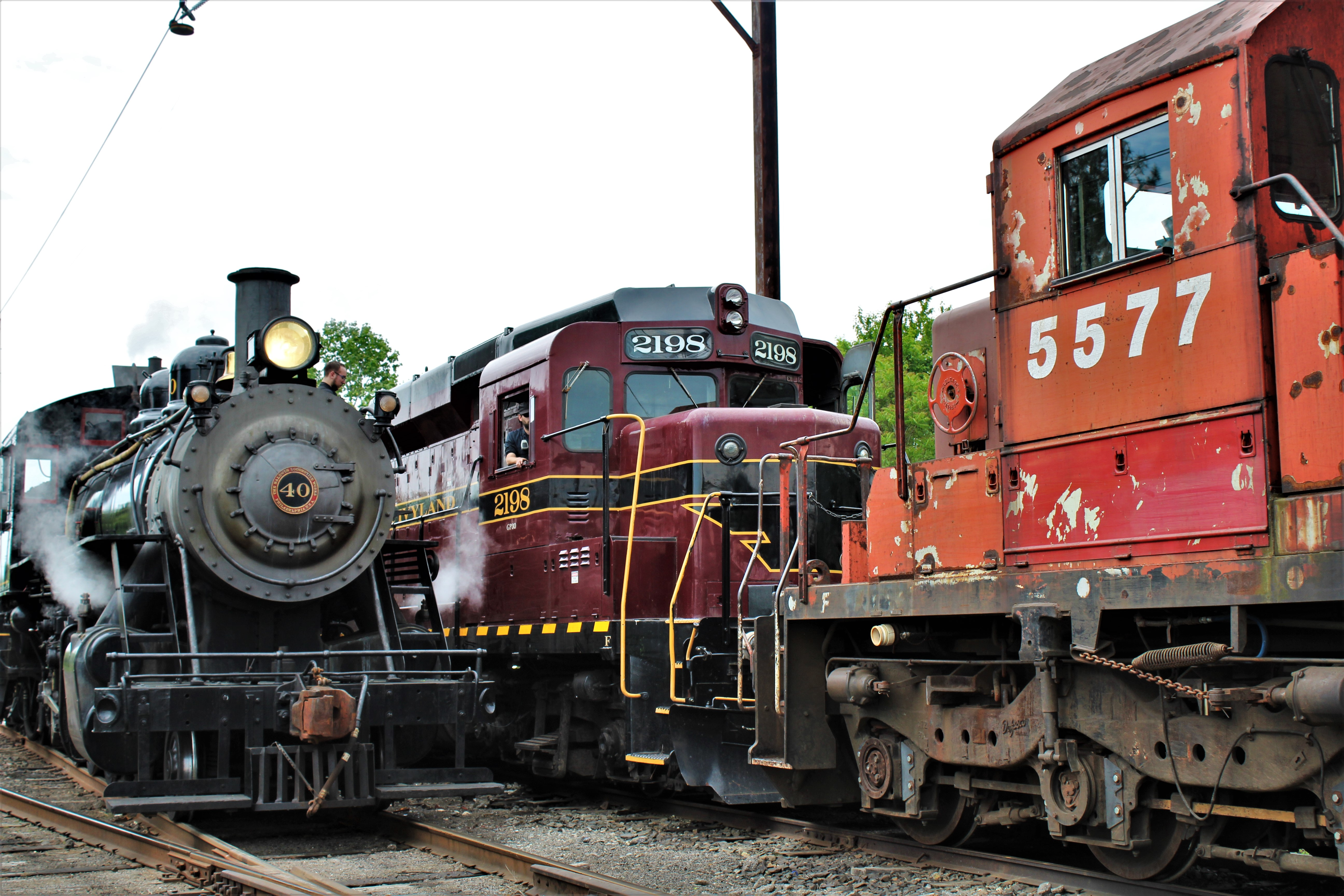
Lokomotiven der NHRR, Mai 2019
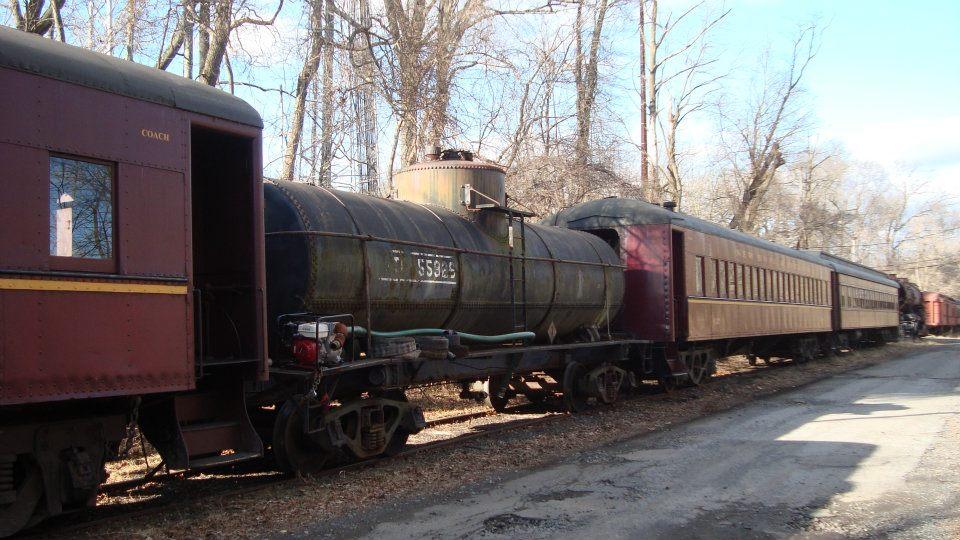
Kessel- und Personenwagen, Juni 2014

## Aktuell
Die New Hope Railroad steht auf solider Basis und verzeichnet wegen ihrer Nähe zum Großraum Philadelphia jährlich Tausende von Besuchern. Es steht eine funktionsfähige Dampflokomotive, die ALCo 2-8-0 Nr. 40, für Ausflugszüge mit historischen Personenwagen zur Verfügung. Drei weitere Dampflokomotiven warten auf die Aufarbeitung.
Darüber hinaus verfügt die Gesellschaft über Diesellokomotiven, die regelmäßig im Reise- und Güterzugdienst eingesetzt sind. Die meisten Fahrzeuge tragen die kastanienbraune und schwarze Lackierung des Unternehmens. Die Züge beginnen in New Hope am Delaware River und verkehren durch das Bucks County mit dem 1891 erbauten Bahnhof Witch’s Hat und dem Freight House (Güterschuppen, heute Geschenkladen). Besonders während der Sommersaison werden unterschiedliche Züge angeboten.
- Traditional Excursion – Zugfahrt von New Hope nach Lahaska.
- Wine & Tapas Train – Wein-/Tapas-Zug
- Grapevine Express – Wein-/Käse-Zug, von Mai bis September und im Oktober und November
- Halloween and Trick or Treat Train – Halloween-Zug
- Foliage Trains – Herbstzug nach Buckingham
- North Pole Express – mit Weihnachtsmann und Süßigkeiten

## Fahrzeuge
| Dampflokomotiven  |                             |                     |       |               | |  |
| 9                 | American Locomotive Company | 0-6-0               | 70402 | Oktober 1942  | Ehem. Virginia Blue Ridge Railway Nr. 9, wartet auf Aufarbeitung.                                         |  |
| 40                | American Locomotive Company | 2-8-0 Consolidation | 58824 | November 1925 | Ehem. Lancaster and Chester Railroad Nr. 40, in Betrieb.                                                  |  |
| 1533              | Montreal Locomotive Works   | 4-6-0 Ten-Wheeler   | 49878 | 1911          | Ehem. Canadian National Railway Nr. 264/1323/1533, wartet auf Aufarbeitung.                               |  |
| 3028              | American Locomotive Company | 4-8-4 Northern      | 74383 | 1946          | Ehem. National Railway of Mexico Nr. 3028, wartet auf Aufarbeitung.                                       |  |
| Diesellokomotiven |                             |                     |       |               | |  |
| 57                | American Locomotive Company | RS-1                | 76216 | Dezember 1948 | Ehem. Washington Terminal Company Nr. 57, Black River and Western Railroad Nr. 57.                        |  |
| 401               | GE Transportation Systems   | U30B                | 36431 | November 1967 | New York Central Railroad Nr. 2880, ehem. Conrail Nr. 2880.                                               |  |
| 2198              | Electro-Motive Diesel       | GP30                | 28158 | Mai 1963      | Ehem. Pennsylvania Railroad Nr. 2250, ehem. Penn Central Transportation Nr. 2198, ehem. Conrail Nr. 2198. |  |
| 5315              | Electro-Motive Diesel       | SD40-2W             | A3844 | Mai 1963      | Ehem. Pennsylvania Northeastern Railroad, ehem. Canadian National Railway Nr. 5315.                       |  |
| 5577              | Electro-Motive Diesel       | SD40-2              | A2576 | Februar 1972  | Ehem. Canadian Pacific Railroad Nr. 5577.                                                                 |  |
| 5834              | GE Transportation Systems   | B36-7               | 44837 | Februar 1985  | Ehem. Seaboard System Railroad Nr. 5834, ehem. CSX Transportation Nr. 5834.                               |  |
| 5843              | GE Transportation Systems   | B36-7               | 44846 | März 1985     | Ehem. Seaboard System Railroad Nr. 5843, ehem. CSX Transportation Nr. 5843.                               |  |
| 8218              | Electro-Motive Diesel       | GP9u                | A1134 | November 1988 | Ehem. Canadian Pacific Railroad 8218/8678.                                                                |  |
| [ 4 ]             |                             |                     |       |               | |  |